# Picot garser d'Aràbia
El picot garser d'Aràbia (Dendropicos dorae) és una espècie d'ocell de la família dels pícids (Picidae) que habita boscos oberts amb acàcies, especialment en barrancs, a les terres baixes i turons d'Aràbia.